# Potamotrygon schuemacheri
The Parana river stingray (Potamotrygon schuemacheri) là một loài cá in the Potamotrygonidae family. Nó được tìm thấy ở Argentina, Paraguay, và có thể Brasil. Its natural habitat is rivers. It is threatened by habitat loss.